# Katie Grimes
Kathryn (Katie) Grimes (Las Vegas (Nevada), 8 januari 2006) is een Amerikaanse zwemster. Ze vertegenwoordigde haar vaderland op de Olympische Zomerspelen 2020 in Tokio.

## Carrière
Bij haar internationale debuut, tijdens de Olympische Zomerspelen van 2020 in Tokio, eindigde Grimes als vierde op de 800 meter vrije slag. Op de wereldkampioenschappen kortebaanzwemmen 2021 in Abu Dhabi zwom ze de zevende tijd in de series van de 800 meter vrije slag, maar meldde zich af voor de finale.
Tijdens de wereldkampioenschappen zwemmen 2022 in Boedapest veroverde de Amerikaanse de zilveren medaille op zowel de 1500 meter vrije slag als de 400 meter wisselslag, daarnaast eindigde ze als vijfde op de 10 kilometer openwater.

## Internationale toernooien
| Jaar | Olympische Spelen                         | WK langebaan                                            | WK kortebaan                              | PanPacs                                   | Pan-Amerikaanse Spelen                    |
| ---- | ----------------------------------------- | ------------------------------------------------------- | ----------------------------------------- | ----------------------------------------- | ----------------------------------------- |
| 2020 | Geen toernooien vanwege de coronapandemie | Geen toernooien vanwege de coronapandemie               | Geen toernooien vanwege de coronapandemie | Geen toernooien vanwege de coronapandemie | Geen toernooien vanwege de coronapandemie |
| 2021 | 4e 800m vrije slag                        |                                                         | serie 800m vrije slag                     |                                           |                                           |
| 2022 |                                           | 1500m vrije slag · 400m wisselslag · 5e 10 km openwater | 13-18 december                            |                                           |                                           |
| 2023 |                                           | 10 km open water                                        |                                           |                                           |                                           |

## Persoonlijke records
Bijgewerkt tot en met 25 juni 2022
Kortebaan
| Afstand         | Tijd    | Datum            | Plaats    |
| --------------- | ------- | ---------------- | --------- |
| 400m vrije slag | 4.07,33 | 17 december 2021 | Abu Dhabi |
| 800m vrije slag | 8.16,01 | 17 december 2021 | Abu Dhabi |

Langebaan
| Afstand          | Tijd     | Datum         | Plaats        |
| ---------------- | -------- | ------------- | ------------- |
| 200m vrije slag  | 01.58,52 | 27 april 2022 | Greensboro    |
| 400m vrije slag  | 04.05,77 | 2 juni 2022   | Mission Viejo |
| 800m vrije slag  | 08.17,05 | 29 juli 2021  | Tokio         |
| 1500m vrije slag | 15.44,89 | 20 juni 2022  | Boedapest     |
| 400m wisselslag  | 04.32,67 | 25 juni 2022  | Boedapest     |